# Последний миллиардер
«Последний миллиардер» (фр. Le Dernier milliardaire, 1934) — французский художественный фильм Рене Клера.

## Сюжет
Действие происходит в вымышленной стране. Казинарио (Casinario — аллюзия на Монако) — рай для любителей рулетки и других азартных игр. Страна на грани банкротства. Приезд в Казинарио богатейшего человека на земле — миллиардера Банко рассматривается как спасение страны. Банко женится на внучке королевы Казинарио. Юной принцессе неинтересен немолодой миллиардер — она любит дирижёра придворного камерного оркестра. Между тем, Банко де факто становится главой государства, начинает править как диктатор, изумляя жителей страны своими абсурдными декретами.

## В ролях
- Макс Дерли — Банко
- Синоель — Премьер-министр
- Поль Оливье — Чемберлен
- Марта Мело — королева
- Шарль Реджи Наследный принц Николас
- Рене Сенсир — принцесса Изабель

## Премьеры
- — 17 октября 1934 года состоялась мировая премьера фильма в Париже[1].
- — в Азии фильм впервые был показан 13 февраля 1935 года в Токио, Япония[1].
- — на американском континенте фильм впервые был показан 29 октября 1935 года в США[1].
- — фильм демонстрировался в советском кинопрокате с 15 июня 1936 года[комм. 1][2].

## Комментарии
1. ↑  В советском прокате фильм демонстрировался с 15 июня 1936 года, р/у Госкино СССР № 199/36 — дублирован в Союзинторгкино в 1936 году.